# Folklórní soubor Hořeňák

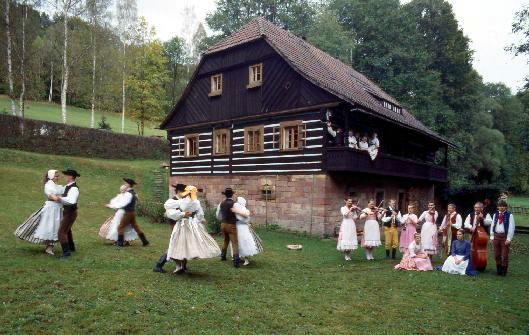
Soubor písní a tanců z Podkrkonoší

Folklorní soubor Hořeňák je soubor z Lázní Bělohrad.
Soubor byl založen v roce 1949 a u jeho zrodu stál hudební pedagog Vratislav Vycpálek. V roce 2017 má soubor přibližně 45 členů a je sdružován pod občanským sdružením FS Hořeňák a Hořeňáček, o. s. Od roku 1975 je soubor organizátorem folklorních slavností písní a tanců „Pod Zvičinou" v Lázních Bělohradě, které se každoročně konají v polovině června. 
Slavnosti nejprve vznikly jako krajská přehlídka folklorních souborů východočeského kraje, trvaly dva dny a jeden soubor z jiného regionu byl pozván jako host přehlídky. Po roce 1989 se z přehlídky stal Mezinárodní folklorní festival Pod Zvičinou a trvá 3 dny. Od roku 2000 je tento festival čtyřdenní, připojila se soutěž Polka rallye a festival získal na větší oblíbenosti u diváků. Hořeňák má ve svém programu tance, písně a lidová vyprávění z Podkrkonoší a regionu Hořicka a Novopacka. V minulosti se účastnil mnoha mezinárodních folklorních festivalů téměř po celé Evropě, v Jižní a Severní Americe a v Asii, vystupoval a natáčel pro Českou televizi i rozhlas. Hořeňák se účastnil zápisu do Guinnessovy knihy rekordů, kdy 20 minut na jednom místě v německém Altenburgu tančilo 3 700 tanečníků z různých států na danou choreografii.

## Historie souboru

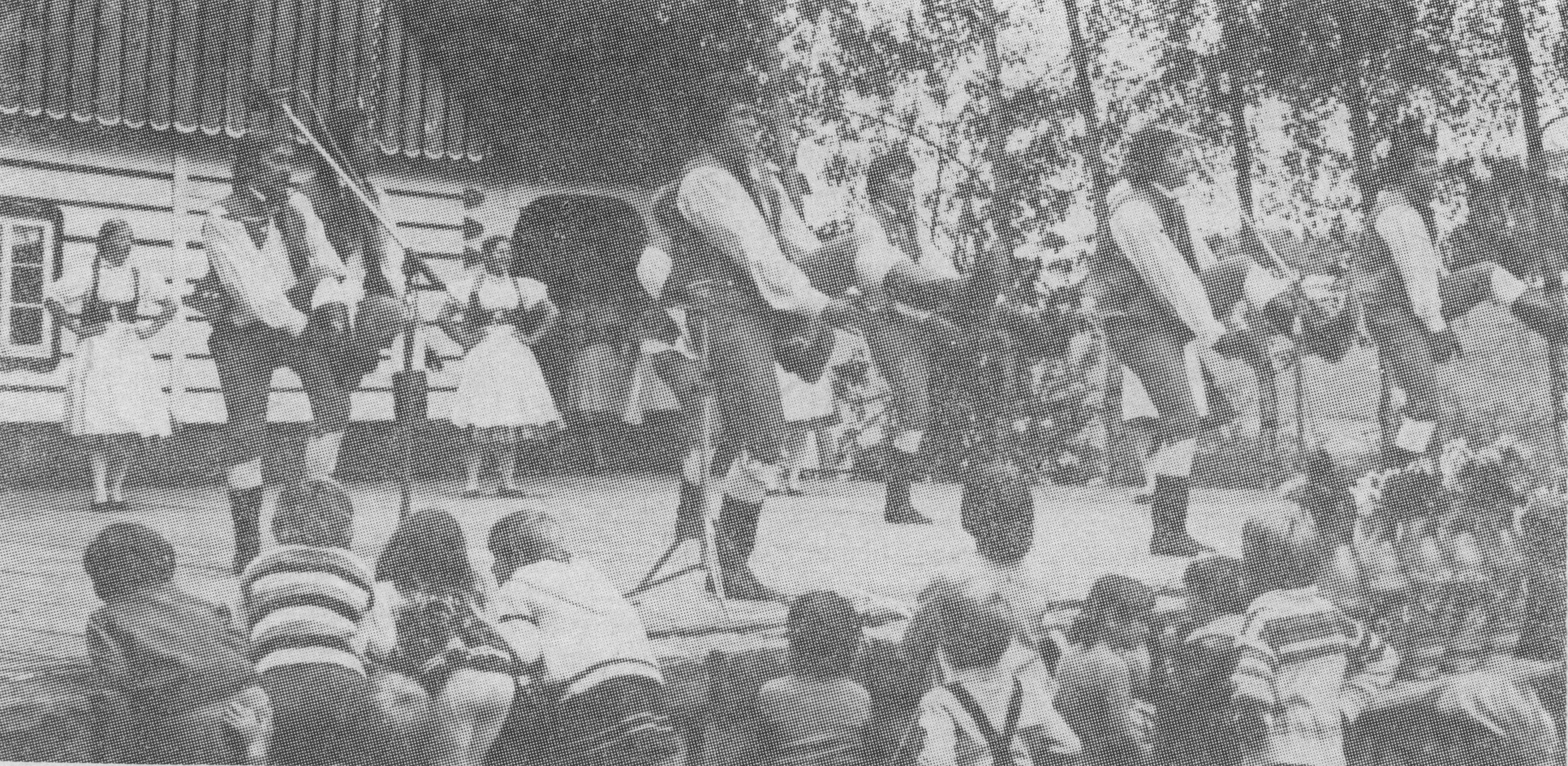
Minulost

### Rok 1819
Obecný zájem o lidovou píseň podnítila na přelomu 18. a 19. století sbírka Johanna Gottlieba Herdera Stimmem der Völker in Liedern (Hlasy národů v písních, 1807), kde v překladech uvedl písně různých národů. Z podnětu vídeňské Gesselschaft der Musikfreunde (Společnost přátel hudby) a za dohledu centrálních úřadů byly v jednotlivých zemích monarchie zahájeny v roce 1819 rozsáhlé sběry lidových písní. Výsledky sběratelské činnosti na našem území byly shromážděny do dvou rukopisných sbírek - guberniální (z území Moravy a Slezska) a kolowratské (z území Čech). František Antonín hrabě Kolowrat - Liebštejnský, prezident zemského gubernia a nejvyšší purkrabí království českého, vydal 1819 nařízení o sběru v Čechách všem 16 krajským guberniím a pražskému hejtmanství a rozsáhlý nevídaný sběr byl zahájen. Po letech lze konstatovat, že Zemské prezidium v Praze, které české příspěvky soustřeďovalo, nejenže nebylo ani jednou po tři roky urgováno o uspíšení své zásilky, ale navíc nikoho z vídeňského ministerstva vnitra ani z Gesselschaft der Musikfreunde nezajímalo, že z Čech nebylo - na rozdíl od ostatních zemí monarchie - do Vídně odesláno vůbec nic, a oba exempláře kolowratského rukopisu tedy archivují literární a hudební archivy Národního muzea v Praze. Pro úplnost uveďme, že na zřízení Vlasteneckého muzea v roce 1818 (dnes Národního muzea) se význačným způsobem podílel právě hrabě F. A. Kolowrat-Liebštejnský.

### Konec 19. století
Když přeskočíme do konce 19. století, pak zájem o sběr tanečního folkloru vzbudil Josef Vycpálek (1847-1922), profesor piaristického gymnázia v Rychnově nad Kněžnou, kolowratský zámecký archivář, zakladatel tancepisu a sběratel lidových tanců zejména na Rychnovsku, Táborsku a Choceradsku. Díky zručnému stenografování a kategorizaci kroků totiž dokázal zachytit taneční pohyb dopodrobna slovem a zahájil tak novou epochu v dokumentaci lidových tanců. Pro Národopisnou výstavu českoslovanskou v roce 1895 pořídil obsáhlý seznam lidových tanců a za účast na ní byl perzekvován. V roce 1947 pak získal pražský Soubor písní a tanců Josefa Vycpálka jméno Josefa Vycpálka.

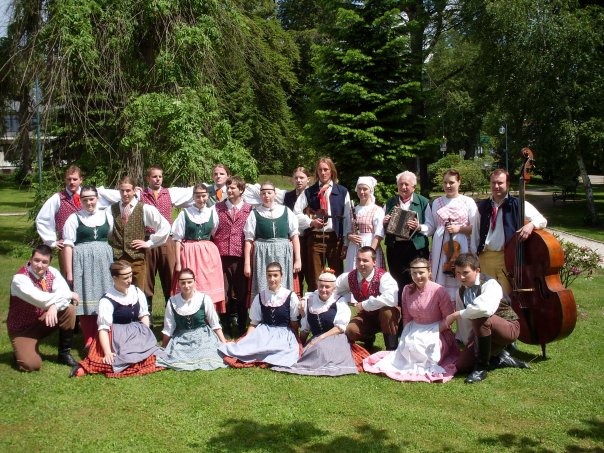
Současnost

### Vznik souboru
Vznik Hořeňáku je spojen se synem Josefa Vycpálka, profesorem pražské Akademie múzických umění dr. Vratislavem Vycpálkem (* 30. 7.1892 Rychnov nad Kněžnou, † 9. 10. 1962 Praha), hudebním skladatelem (složil více než 80 skladeb, písní a tanců), sběratelem a propagátorem lidové písně a folklóru. Také on byl profesorem ne však ve svém rodišti, ale v Praze. Doplňme, že měl za manželku dceru rychnovského rodáka Otmara Vaňorného, vynikajícího překladatele z řečtiny a latiny. Právě Vratislav Vycpálek stál u kolébky Hořeňáku, když kolem sebe soustředil několik mladých lidí z Horní Nové Vsi, vtiskl jim do vínku lásku k lidovému tanci, zpěvu a podnítil je k založení souboru. Ti se pak scházeli - původně šest párů, a protože místnost na zkoušky nebyla, nacvičovali a tancovali bez hudby; i kroje byly vypůjčené. Soubor - tehdy se říkalo taneční kroužek - obnovil zvyk "Staročeského máje", příležitostně se zúčastňoval národopisných slavností, soutěží lidové umělecké tvořivosti, a jak to bývalo, cílevědomější činnost se projevovala před nějakou soutěží.
Do roku 1954 vedl soubor dr. Vratislav Vycpálek, po něm nastoupil a soubor vedl do roku 1959 pan Groh. V roce 1957 se soubor zúčastnil slavností písní a tanců "U nás na Náchodsku". V těchto letech taneční složku souboru vedl Jindřich Rychtera, muziku obstarávala jen harmonika a klarinet. Až učitel Josef Stejskal soustředil devět muzikantů - amatérů a ti v zimním období nacvičovali lidovou hudbu především dětskému souboru. 
Od roku 1959 začaly zápisy v souborové kronice a nastal zvrat: Muzikanti už byli, i když věk 60 let nebyl výjimkou, a vedení souboru a hraní na basu se ujal až do roku 1963 učitel v Horní Nové Vsi Josef Stejskal. Předtím prošel krátkou praxí v brněnském vojenském souboru Jánošík a hrál i ve stejnojmenném filmu. To vysvětluje fakt, že na repertoáru budoucího Hořeňáku byly Karičky, Zbojnický tanec i valašský Cigánský.. Soubor vystupoval v prvních svých krojích, které měly ráz všeobecného kroje českého a jež navrhla paní Matoušková z Hradce Králové. Stejskalova muzikantská záliba se projevila v souboru, a tak ještě v tom roce jeho členové souboru vystoupili pro děti na vánoční besídce a na okresním kole soutěže tvořivosti mládeže (tehdy se říkalo STM) v Hradci Králové. Velkým pomocníkem Vratislava Vycpálka a Josefa Stejskala byl Antonín Ódl. Právě on pomáhal rozvíjet taneční i hudební činnost (muzika byla jen harmonika a klarinet) a soubor se od roku 1957 zúčastňoval folklorních slavností U nás na Náchodsku.
V roce 1961 se dávaly různé návrhy na jméno souboru - Hulán, Obkročák, Rejdovák, ale konečné rozhodnutí nepadlo.

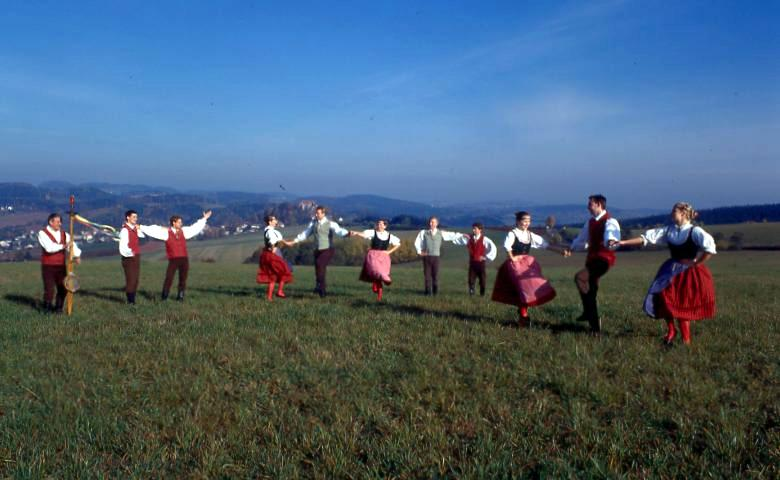
Tance z Podkrkonoší

Po roce 1963 po odchodu Josefa Stejskala se vedení souboru ujali Antonín Jarušek a Stanislav Brůna, hudbu vedl L. Švitorka a taneční složku Jindřich Rychtera. Spolupráce s profesory Pavlem Krejčím a Františkem Bonušem pak přinesla zásadní změnu - orientací výlučně na český folklor, především na tance, písně i lidová vyprávění z Podkrkonoší, regionu Hořicka a Novopacka. Právě oni dali výběrem a zpracováním souboru „vizáž", naprosto nezaměnitelnou s jinými soubory, které už v té době pracovaly v severovýchodních Čechách. 
V repertoáru zakotvily tance z Podkrkonoší, ale i tance obrození a folklor městské periferie. Soubor se stylově vyhraňoval a svou tvář utvrzoval v povědomí veřejnosti působivými programovými bloky, jako byly např. Okolo Javoří, Rok pod horami, Chléb a písně, Chození po májích. Program se vyznačoval rázovitým humorem, byť trochu silácky drsným, a i taneční technika se stylizovala do tvrdší podoby. Na doporučení Františka Bonuše a Pavla Krejčího soubor odjel na festival U nás na Náchodsku, a tak se v tom roce dostal znovu tam, kde již účinkoval ve svém začátku. Ale na tento festival - říkalo se mu Rýzmburk - se již nedalo jet bez jména. Přemýšlelo se, až se přišlo na jméno Hořeňák. Ze souboru se postupně stal pevně stmelený kolektiv, kde jeden chápe druhého a překážkou nebyl ani rozdílný věk jeho členů, někdy i několik desítek roků. Za dlouhá léta svého působení, a to jak uměleckého, tak i kulturního, si vytvořil osobitý hudební, taneční i slovesný repertoár, který ve svých hlavních rysech vychází z romantických historických vrstev folkloru v Podkrkonoší. 
Ten dále doplňuje z jiných podhorských krajů Čech, především Podorlicka a z Českomoravské vysočiny. Hořeňák se dostává do povědomí diváků i organizátorů, vystupuje doma i v celém okolí na nejrůznějších slavnostech, jako byly letní mírové slavnosti, ale i třeba požárnické, stejně tak na dožínkách, oslavách Prvního máje i Mezinárodního dne žen (MDŽ), národních i mezinárodních družstevních dnech, na výstavách (např. 50 let SSSR), oslavách výročí Února, Dnech tisku, rozhlasu a televize (a stejně tak i na Slavnostech Rudého práva), oslavách Velké říjnové socialistické revoluce a Měsíce československo-sovětského přátelství, u příležitosti výročí osvobození naší vlasti Sovětskou armádou, na Dnech družby (včetně vystoupení pro sovětské vojáky v Jičíně), Dnech kultury u nás i v cizině, na konferencích brigád socialistické práce či oslavách Slovenského národního povstání. Stejně tak tomu bylo i na večerech družby, nejrůznějších konferencích (např. Jednoty), předáváních rudých praporů, ale i na sjezdu baráčníků, nadílkách Dědy Mráze, soutěžích tvořivosti mládeže (STM) i přehlídkách lidové umělecké tvořivosti (LUT), na schůzích Svazu československo-sovětského přátelství (SČSP) i jednotných zemědělských družstev (JZD), na nejrůznějších výstavách (např. ovoce a zeleniny, ale i na celostátní výstavě AGRA v Nitře), na dětských dnech, na plesech i šibřinkách. Soubor vystupoval pro jiskry a pionýry, v kulturních klubech JZD, na setkáních s FDJ (organizací Svobodné německé mládeže), na sportovních hrách i na Dnu nevidomých. Soubor se účastnil brigád na sběru železného šrotu, vítání občánků do života, soutěží národopisných skupin, konferencí brigád socialistické práce (BSP), výchovných koncertů a také na oslavách 100. výročí narození Josefa Kožíška (známého pedagoga a „znatele dětské duše"), na slavnostních otevřeních škol, filmových festivalech pracujících, na festivalech a nejrůznějších soutěžích.

### Šedesátá léta

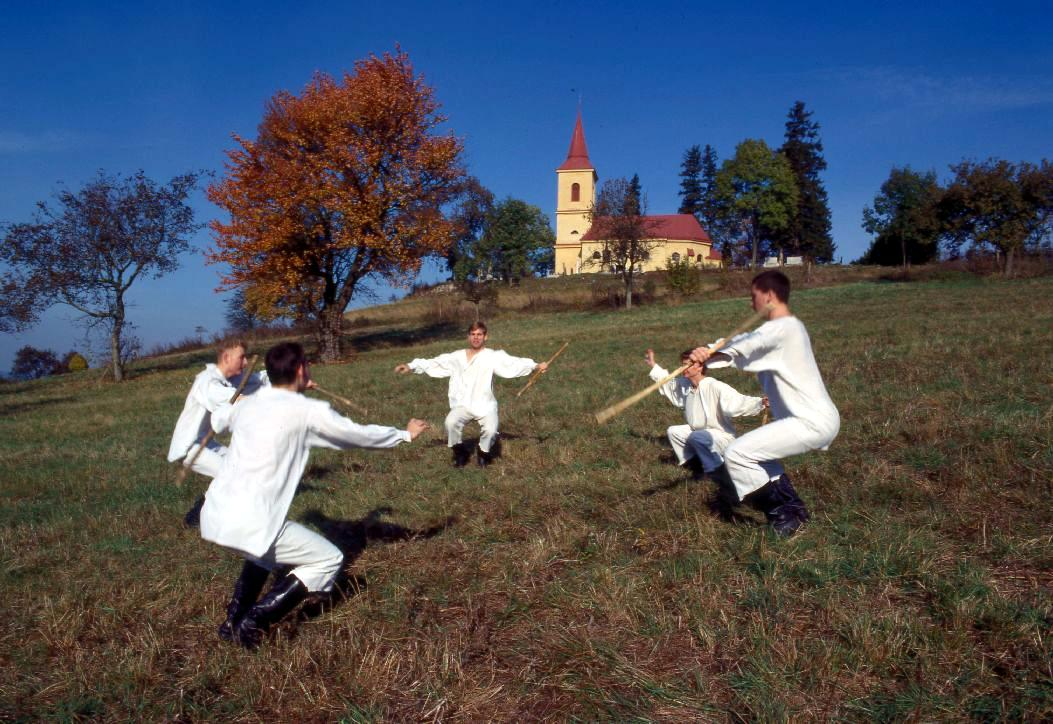
Hry

K 15. výročí vzniku souboru v roce 1964 byl vytištěn nový propagační materiál i nové plakáty a Hořeňák natáčel poprvé pro televizi. Podle návrhu PhDr. Jiřiny Langhammerové z Národopisného muzea v Praze se daly šít nové, vyšívané kroje. Dalo moc práce, než se vše sehnalo tak, jak mělo být. Hořeňák měl za sebou již několik zájezdů do zahraničí a znovu byl založen dětský soubor, který dostal název Hořeňáček. S dětmi je velmi dobrá práce, měly nové kroje a vystupovaly už i samostatně, ale musela jim stále hrát muzika od velkého souboru, což bylo velmi náročné. Kroniky podávaly svědectví o letité sousedské spolupráci s folklorními slavnostmi „U nás na Náchodsku", o úspěších i prohrách na domácích scénách, o zájmu pořadatelů zahraničních festivalů a setkáních, o přátelství se souborem z Altenburgu v bývalé NDR. Ale taky o potížích s místními orgány, aby soubor mohl vůbec vyjet za těmito přáteli. V roce 1966 se ujal vedení souboru Jaroslav Čístecký, primášem a vedoucím hudby byl již delší dobu F. Fól. Poprvé soubor vyjel do Strážnice a popáté na festival U nás na Náchodsku.
V roce 1967 se do čela souboru dostala Eva Jarušková a Hořeňák jel poprvé na festival českých souborů do Prahy. Od roku 1971 stáli v čele souboru manželé Jana Rychterová (vede pečlivě i souborovou kroniku) a Jindřich Rychtera; ten se stal zároveň organizačním vedoucím, který již byl v souboru naprosto nezbytný. Stále se zkoušelo v tělocvičně, kde nebylo topení ani nejzákladnější hygienické zařízení. Byly potřeba kroje, boty a nebyl zřizovatel. V tradici pokračovali oba jejich synové Martin Rychtera (tanečník) a Milan Rychtera (choreograf). V roce 1972 přes všechny nesnáze bylo dost vystoupení, soubor měl 14. října 1972 pětisté vystoupení od svého vzniku.
V roce 1974 Hořeňák nadále se selskou tvrdohlavostí bojoval, navíc od toho roku byl organizátorem mezinárodních folklórních slavností písní a tanců "Pod Zvičinou" a Bažantnice se stala místem každoročního setkávání souborů nejen z východočeského kraje. Zajímal se o něj hradecký i pražský rozhlas. K 25. výročí vzniku souboru se dal vytisknout nový propagační materiál a plakáty, natáčelo se také poprvé pro televizi. Na návrh Národopisného ústavu v Praze se daly ušít nové kroje. V tom čase měl soubor za sebou již několik zahraničních zájezdů a znovu se založil dětský soubor, který dostal název Hořeňáček. (Ten nyní vede Ing. Zdeňka Rychterová.)
Roku 1975 začal Hořeňák spolupracovat s Československým rozhlasem, který si vybral z repertoáru Hořeňáku osm skladeb, což byl velmi pěkný úspěch. Soubor připravoval už druhé slavnosti písní a tanců Pod Zvičinou, zúčastnil se folklorních festivalů na Dětvě a v Českých Budějovicích. Připravoval nový program „Chléb a písně" - měl velký ohlas. Jezdil vystupovat do Prahy na Staroměstské náměstí, ale i do Strážnice, Českých Budějovic a jinam. V roce 1976 se Hořeňák dostal do Národní přehlídky folklorních souborů v Třinci, jíž se účastnilo 15 nejlepších souborů Čech a Moravy, a Hořeňák tu vybojoval hlavní cenu festivalu.
Na celostátní přehlídce folklorních souborů v roce 1977 v Košicích dostal Hořeňák festivalovou cenu za úspěšný programový blok Chléb a písně. Velmi dobrá práce byla s dětmi, získaly nové kroje a vystupovaly už i samostatně, ale musela jim hrát muzika velkého souboru, což bylo velmi náročné.

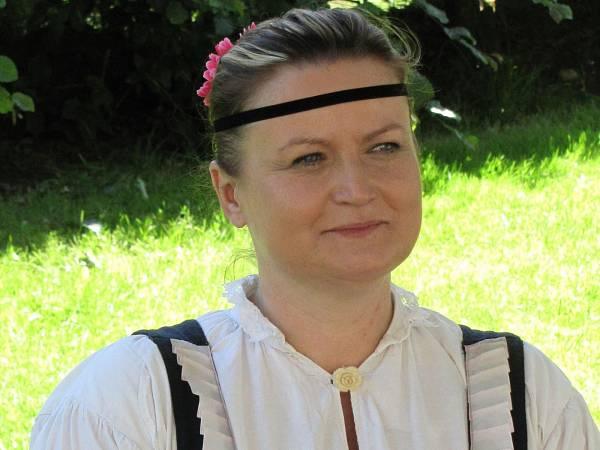
Vedoucí dětského souboru Ing. Zdeňka Rychterová

Dne 1. května 1978 dostal soubor státní vyznamenání „Za vynikající práci" a následně pak vyznamenání „Za zásluhy o výstavbu".
V roce 1979 se dětský soubor Hořeňáček dostal až do krajské přehlídky v Chrudimi a Hořeňák připravil nový program. Soubor získal nové kroje, tentokrát pracovní, a často vystupoval. K dětskému souboru přibyl další dětský kolektiv - Hořeníček, který vedly bývalé členky souboru H. Smotlachová a J. Suchardová. Po odchodu F. Fóla se primáškou muziky stala E. Suchá. Byla provedena celková rekonstrukce sokolovny, malého tanečního sálu, zasedací místnosti, kuchyně a ubytování pro 45 osob.
Roku 1985 se vedení dětského souboru Hořeňáček ujal Milan Rychtera a děti se dostaly v tomto roce až do Národní přehlídky dětských folklorních souborů v Kyjově. Hořeňáček také vyrazil na první zahraniční zájezd a byly mu ušity nové kroje, které znovu navrhla dr. Jiřina Langhammerová z Národopisného muzea v Praze. Hořeňáček dostal pozvání k účinkování na festivalu "U nás na Náchodsku", účinkoval ve Strážnici v pořadu Přišlo jaro do vsi a Otevírejte se, strážnické brány. Zúčastnil se II. setkání dětských souborů v Šumperku. Nehrála jim už muzika velká - E. Suchá získala v lidové škole umění muziku dětskou. Ta natáčela pro Čs. rozhlas v Hradci Králové. Zde pomáhal cvičit zpěv K. Zakl. Své vedení změnil i soubor Hořeníček - nejmenších dětí se ujaly L. Zívrová a J. Vrbová a účastní se s nimi samostatných vystoupení i okresních přehlídek. Organizuje se dětský festival a vedení hudby se ujal Jaroslav Rychtera ml., primáškou zůstala E. Suchá.

### Období po sametové revoluci
Po roce 1989 ubylo vystoupení v Čechách, a tak soubor zkoušel pořádat i diskotéky, ale po několika akcích od toho upustil. Přesto ho čekaly folklorní festivaly Strážnice, Veselý Kopec a jiné. Znovu byly vytvořeny pohledy a nový propagační materiál. Hořeňák začal také vystupovat v Peci pod Sněžkou pro hotel Horizont; vystoupení bylo každou sobotu a toto trvá do dnešních dnů.
V roce 1990 se konaly 3. dětské slavnosti, které v příštích letech zanikly pro nedostatek financí a sloučily se s festivalem folklórních souborů "Pod Zvičinou". V dalších letech se děti dostaly až na zemskou přehlídku českých dětských souborů do Poděbrad, "U nás na Náchodsku" a jinam. V roce 1994 se souborem choreograficky spolupracovali manželé Eva a Radek Rejškovi, bývalí vedoucí pražského Souboru písní a tanců Josefa Vycpálka. (Přišli do něj v roce 1949 a prožili v něm čtyřiačtyřicet let - Eva jako choreografka a Radek učil techniku, vytrvalost, pohybovou koordinaci.) Změnilo se i vedení hudby, primáškou se stala Ivana Zukalová, ale největší změna se týkala Hořeňáku. Soubor nemohl nikdo dotovat, a tak se stal samostatným subjektem Sdružení členů a přátel souboru Hořeňák. Na počet vystoupení si nemohl naříkat, hotel Horizont mu dal dělat nové plakáty a firma Hoška Tour nové pohledy.
Roku 1995 měl opět premiéru soubor pro děti od 3 do 6 let Hořeníček, jehož vedení se ujala Ing. Zdeňka Rychterová. Sdružení členů a přátel souboru Hořeňák pořádalo poprvé v sokolovně vesnický bál; ten se pak opakuje každý rok. Dětský soubor Hořeníček se spojuje s Hořeňáčkem a jeho vedoucími byli Zdeňka a Milan Rychterovi. Hořeňáček vyjížděl každý rok na festivaly nejen po Čechách a Moravě, ale i do zahraničí. Hořeňák dostal ocenění Jivínský Štefan za pozoruhodný kulturní počin a za dlouholetou kulturní činnost. Jezdil vystupovat do Prahy, Ústí nad Labem, Turnova, na Dlaskův statek, do hotelů v Krkonoších, ale i jinam. Vznikl nový propagační materiál, několik pohledů souboru, i pohled ke slavnostem Pod Zvičinou.

### Od roku 2000
V roce 2000 do slavností Pod Zvičinou zařadil Hořeňák nový program, a to Polka Rallye, závod na 200 m točené polky ve třech kategoriích - krojované, nekrojované a děti.

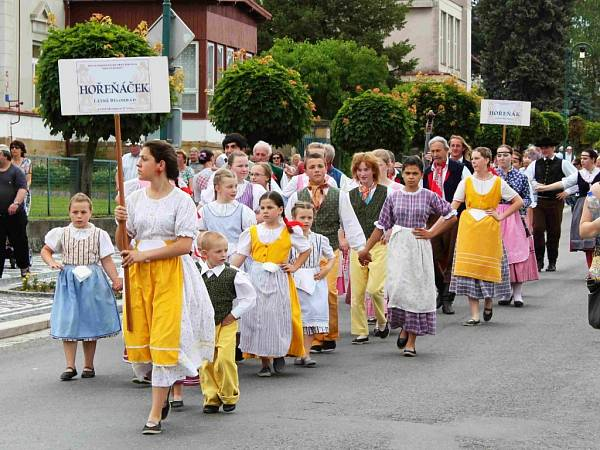
Slavnostní průvod městem

Mezi lety 2001 a 2008 proběhla změna ve vedení hudby - primáškou se stala Veronika Festová, nyní Klímová, a vedoucím hudby byl Tomáš Klíma. V těchto letech se přihlásili do souboru noví hudebníci Zdena a Miloslav Zlatníkovi. V roce 2009 40členný Hořeňák včetně 12členné muziky organizoval 35 ročníků mezinárodních slavnosti písní a tanců "Pod Zvičinou", účastnil se mnoha přehlídek (např. 19krát byl na festivalu "U nás na Náchodsku") a natočil svůj vlastní film. Nejde dost dobře obsáhnout všechna vystoupení, která soubor měl, ani nejdou uvést všechny diplomy a čestná uznání. Leckdy něco zaskřípalo, ale přes veškeré úsilí členů se zase vše dalo do pořádku. V sedmi souborových kronikách jsou záznamy o 2663 vystoupeních do konce roku 2008, do zahraničí vycestoval Hořeňák 70krát. Hořeňák kromě toho, že je držitelem státních vyznamenání "Za vynikající práci" a „Za zásluhy o výstavbu", má však také diplom České mírové rady, cenu České hudební společnosti, Čestné uznání za reprezentaci na XIII. ročníku světového festivalu v Kanadě od C.I.O.E.F.F. a I.O.F. Hořeňák se podílel na vydání tří knih - „Hudci, milí hudci", „České lidové kroje" (1995) a „Turistické perly" (2000).

## Zájezdy do zahraničí
- festival folklorních souborů ve Skopje, Jugoslávie
- folklorní festival v Acgui Ferm, Itálie
- Hornické slavnosti v Munsdorfu, NDR
- Hornické slavnosti v Roneburgu, NDR
- Dny východočeské kultury Vratislav, Polsko
- folklorní festival v Altenburgu u příležitosti výročí NDR
- folklorní slavnosti Huittinen, Finsko
- folklorní slavnosti Valbřich, Polsko
- folklorní slavnosti Hammel, Dánsko
- folklorní slavnosti Linköping, Švédsko
- folklorní slavnosti Fehrbellin, NDR
- folklorní festival Folkestown, Anglie
- Dny kultury Černigov, SSSR
- folklorní festival Bern, Švýcarsko
- folklorní festival Tempo, Sardinie
- XV. mezinárodní soutěžní festival folkloru horských zemí v Zakopaném, Polsko
- folklorní festival Liegelhein, NDR
- folklorní festival Sait Krusen, Francie
- folklorní festival Techa, Španělsko
- folklorní slavnosti Kranj, Jugoslávie
- folklorní festival Liegelhein, NDR
- folklorní slavnosti Budyšín, NDR
- folklorní festival Liegelhein, NDR
- folklorní festival Soskopsu, Turecko
- folklorní festival Niš, Jugoslávie
- folklorní festival Ankara, Turecko
- folklorní festival Rosslau, NDR
- folklorní festival Herze, Holandsko
- folklorní festival Windischluba, SRN
- folklorní festival Gozientep, Turecko
- folklorní festival Mont de Nursal, Francie
- folklorní festival Kodaň, Dánsko
- folklorní festival Neufrafen, Rakousko
- mezinárodní folklórní festivaly ve městech Drummondville a Chicoutimmi, provincie Québec, Kanada
- folklorní festival Woltenburg, Německo
- folklorní festival Bern, Švýcarsko
- folklorní festival Beltinci, Slovinsko
- folklorní festival Heeze, Holandsko
- folklorní festival Nowa Ruda, Polsko
- folklorní festival Koper, Slovinsko
- dva mezinárodní folklorní festivaly v USA - Rexburg ve státě Idaho a Salt Lake City, hlavní město státu Utah
- folklorní festival Bolesławiec, Polsko
- folklorní festival Minsk, Bělorusko
- folklorní festival Kranj, Slovinsko
- Durynský taneční festival, Altenburg, Německo
- folklorní festival Bolesławiec, Polsko
- dva mezinárodní folklorní festivaly v Brazílii, město Praia Grande (největší MFF v Brazílii) a Sao Bernardo do Campo
- folklorní festival Cernoche de Bonjardin, Portugalsko
- folklorní festival Bolesławiec, Polsko
- folklorní festival Lubliniec, Polsko
- folklorní festival Volos, Řecko
- folklorní festival Einheim, Německo
- folklorní festival Galiante, Itálie
- folklorní festival Řecko
- dva folklorní festivaly Bulharsko
- folklorní festival Algorne, Portugalsko

## Úspěchy souboru
- Pořad Zastavení v Lázních Bělohradě,
- Má vlast,
- Mladé oči,
- Můj domov,
- Zrození dneška,
- Od Benecka cesta,
- Chtěla bych písničky lidem,
- Hudební aréna,
- Pod Zvičinou,
- Karel Jaromír Erben,
- Film Východočeský kraj,
- Tkalcovské rytmy,
- Kolik faldů na suknici.
- Natáčení rozhlasového pořadu Cesty za folklorem; pro Československý a později Český rozhlas Hradec Králové připravil Hořeňák 25 nahrávek.
- Vydání videokazety Tance a písně severovýchodních Čech, prvních 500 CD Hořeňáku a dvou knih.
- II. cena na výstavě kronik Východočeského kraje v Hradci Králové.
- Na XV. mezinárodním soutěžním festivalu folkloru horských zemí v Zakopaném v Polsku za blok "Rok pod horami" získává Stříbrnou valašku, když zlatá nebyla udělena, a stal se vítězem jedné ze čtyř kategorií a laureátem festivalu za výběr, vynikající taneční ztvárnění a příkladnou a nenásilnou inscenaci podkrkonošského folkloru.
- Titul laureát Strážnice, udělený poprvé v historii tohoto festivalu.
- Velkým úspěchem byly také mezinárodní folklórní festivaly ve městech Drummondville a Chicoutimmi, provincie Québec, Kanada; první cesta Hořeňáku do zámoří, 37 členů Hořeňáku tam mělo 31 vystoupení před 165 tisíci diváky a zúčastnilo se dvou průvodů. I když Hořeňák byl mezi 21 zahraničními soubory jediný amatérský, získal si největší sympatie diváků i pořadatelů.
- Natáčení rozhlasového pořadu Cesty za folklorem; pro Československý a později Český rozhlas Hradec Králové připravil Hořeňák 25 nahrávek.
- 45. výročí vzniku soubor oslavil na přehlídce souborů severovýchodních Čech. Zde uhájil 1. místo pořadem "Okolo Javoří", účastnil se velké přehlídky krojů v Nosticově paláci v Praze, v Dolní Lomné a pod Stromem republiky v Praze.
- V roce 2000 tancovalo durynské tance kolem velkého rybníka Altenburg po 20 minut najednou 3472 tanečníků v lidových krojích ze Švýcarska, Německa i Česka a mezi nimi také soubor Hořeňák. Zapsáno do Guinnessovy knihy rekordů.
- 11. dubna 2007 soubor uvítal prezidenta Václava Klause v Lázních Bělohrad.

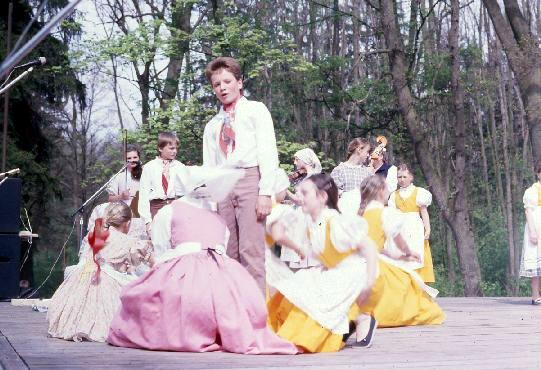
Dětský folklórní soubor Hořeňáček

## Hořeňáček
Hořeňáček od doby svého založení dosáhl mnoha úspěchů na národních přehlídkách i dětských folklórních soutěžích. V zahraničí vystupoval 16krát a účinkoval na festivalech "U nás na Náchodsku", ve Strážnici, Šumperku, Luhačovicích, Kyjově, na zemské přehlídce v Pardubicích i jinde. Zabývá se zpracováním lidového umění, a to písněmi, tanci a dětskými hrami, na jejichž podkladě se snaží rozvíjet dětskou hudebnost, rytmické cítění a pohybovou kulturu. Ve svém repertoáru má písně a tance z Podkrkonoší i podhorských oblastí Čech. Kroje navrhlo Národopisné muzeum v Praze.